# Bão hòa carbon dioxide

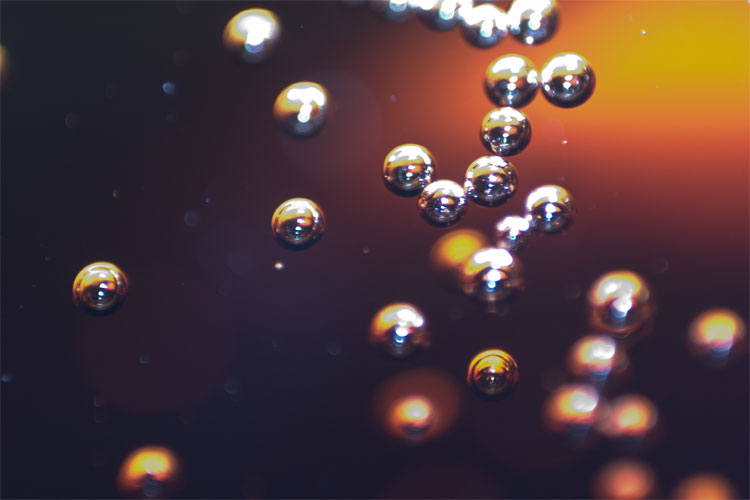
Bóng khí carbon dioxide nổi lên bề mặt của thức uống có ga.

Bão hòa carbon dioxide (CO2) là quá trình hòa tan carbon dioxide vào chất lỏng. Để làm được điều này, quá trình cần thực hiện với carbon dioxide dưới áp suất, áp lực cao. Khi giảm áp suất, carbon dioxide thoát ra khỏi sản phẩm dưới dạng bóng khí nhỏ làm nước "sủi bọt". Hiệu ứng này thường thấy ở nước ngọt có ga.
Cacbon cũng có thể mô tả một phản ứng hóa học và một ví dụ trong số đó là một bước quan trọng trong quang hợp.

## Hóa học
Carbon dioxide ít tan trong nước và thường tách ra thành khí trở lại. Quá trình của khí carbon dioxide gây "sủi bọt" trong chất lỏng được giải thích bởi phản ứng hóa học sau, trong đó dung dịch axit cacbonic phân hủy ra carbon dioxide và nước:
{\displaystyle {\mbox{H}}_{2}{\mbox{O}}+{\mbox{CO}}_{2}\longrightarrow {\mbox{H}}_{2}{\mbox{CO}}_{3}}

## Hóa sinh học

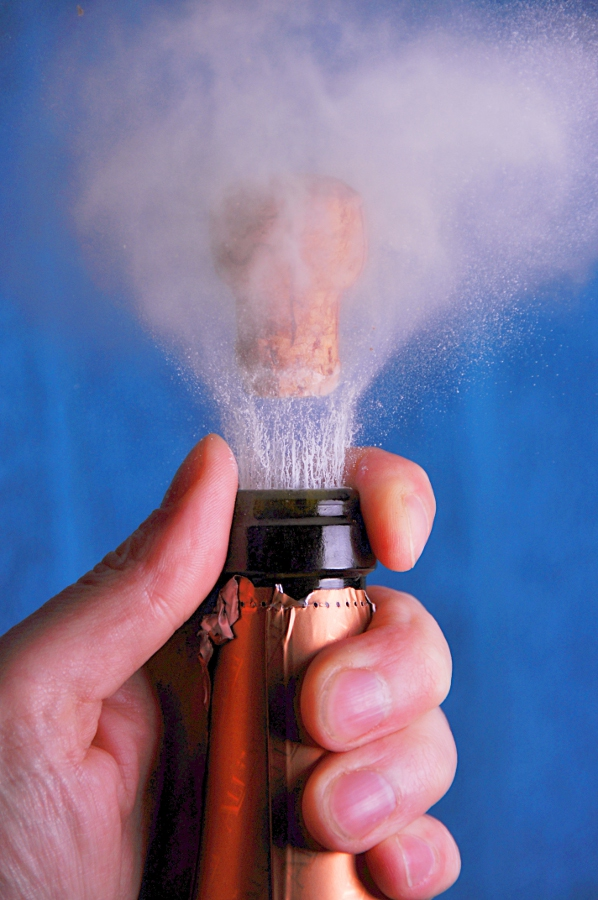
Khí CO_{2} trong rượu champagne đẩy nút bần ra ngoài.

Bão hoà CO2 cũng mô tả sự hợp nhất của khí carbon dioxide thành các hợp chất hóa học. Sự sống hữu cơ bắt nguồn từ một phản ứng cacbonat hóa thường được xúc tác bởi các enzyme RuBisCO. Quá trình này rất quan trọng, một phần đáng kể của khối lượng lá cây bao gồm các enzyme RuBisCO.

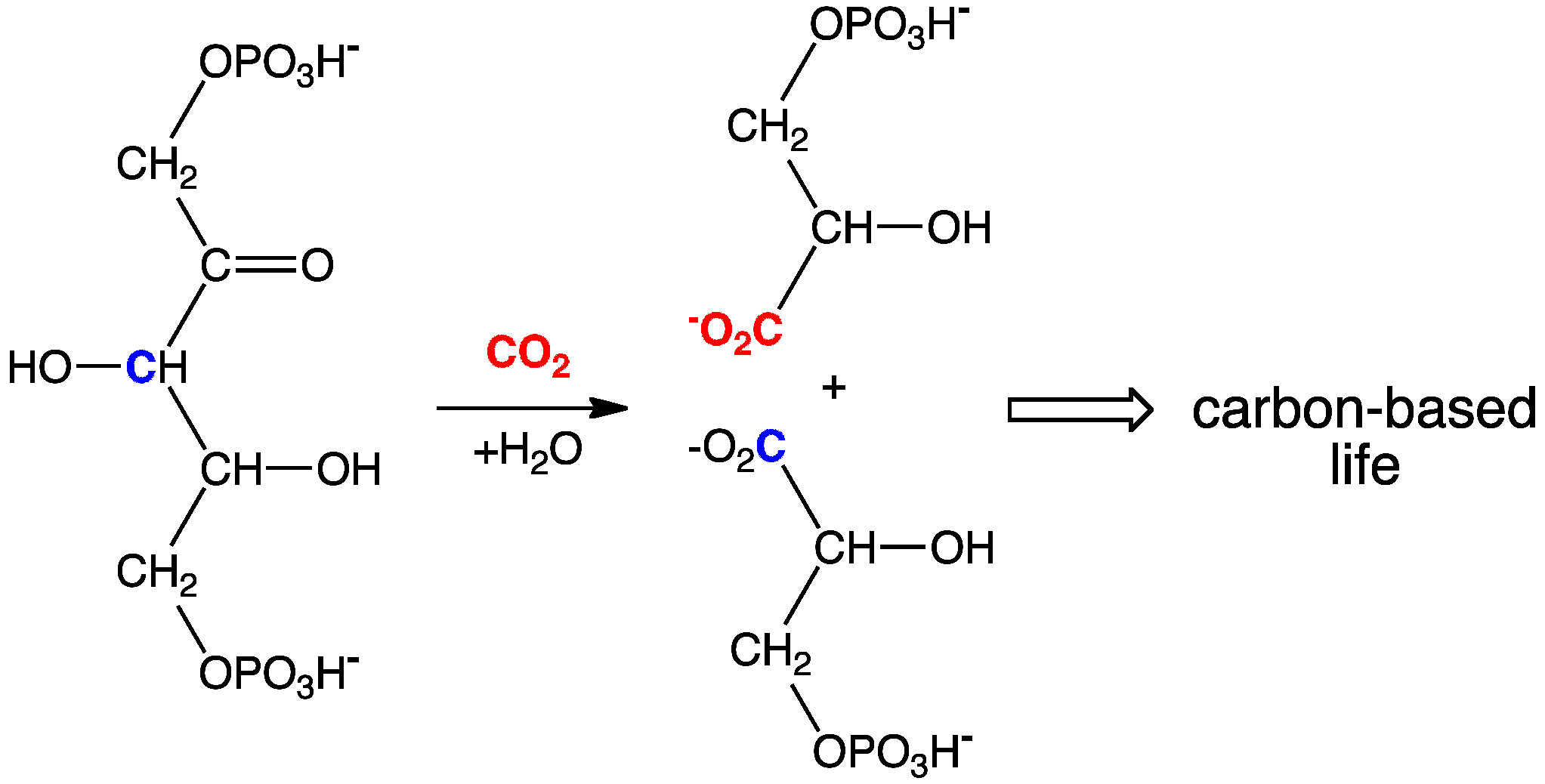
Sự bão hoà CO_{2} của ribulose bisphotphat là điểm khởi đầu của sự kết hợp của khí carbon dioxide vào sinh quyển.